# Меремяэ
Ме́ремяэ (эст. Meremäe) — деревня на юго-востоке Эстонии в волости Сетомаа уезда Вырумаа. Исторически относится к нулку Коолина.
До административно-территориальной реформы местных самоуправлений Эстонии 2017 года деревня входила в состав волости Меремяэ (упразднена) и была её административным центром.

## География и описание
Расположена в 28 километрах к юго-востоку от уездного центра — города Выру, и в 26 километрах к югу от волостного центра — посёлка Вярска, в 2,5 километрах от российско-эстонской границы. Высота над уровнем моря — 145 метров.
Климат переходный от морского к континентальному. Официальный язык — эстонский. Почтовый индекс — 65302.

## Население
о данным переписи населения 2021 года, в Меремяэ насчитывалось 152 жителя, из них 139 (92,1 %) — эстонцы (сету в перечне национальностей выделены не были).
По состоянию на 1 января 2020 года в деревне проживали 144 человека, в том числе 72 мужчины и 72 женщины; лиц в возрасте до 14 лет включительно — 23, лиц трудоспособного возраста (возраст 15–64 года) — 104, лиц пенсионного возраста (65 лет и старше) — 17 человек.
По данным переписи населения 2011 года в деревне проживали 146 человек, из них 135 (92,5 %) — эстонцы (сету в перечне национальностей выделены не были).
Численность населения деревни Меремяэ по данным переписей населения СССР и Департамента статистики Эстонии:
| Год  | 1959* | 1970* | 1979  | 1989  | 2000  | 2011  | 2017  | 2018  | 2019  | 2020  | 2021  |
| ---- | ----- | ----- | ----- | ----- | ----- | ----- | ----- | ----- | ----- | ----- | ----- |
| чел. | 150   | ↘ 142 | ↗ 204 | ↗ 275 | ↘ 152 | ↘ 146 | ↗ 162 | ↘ 160 | ↘ 150 | ↘ 144 | ↗ 152 |

*Деревня Меремяэ (эст. Meremäe küla) и поселение Меремяэ  (эст. Meremäe asund) вместе.

## История
В письменных источниках 1882 года упоминается Михайлово (пустынь), 1904 года — Mihailova, Миха́йлово (пустынь), прим. 1920 года — Mihailovo, 1938 года — Meremäe (волостной дом, школа, хутора). 
В 1920-х годах был на землях пу́стыни Меремяэ был построен Меремяэский волостной дом, вокруг которого с 1923 года стало формироваться поселение. После войны в списках населённых пунктов было поселение Меремяэ и одноимённая деревня, в 1977 году их объединили, и в том же году к Меремяэ была присоединена деревня Ма́лое Ана́ньино (в 1866–1867 годах упоминается как М. Ананьина).

## Инфраструктура
До сентября 2024 года в деревне работала школа-детский сад, которая затем была преобразована в Меремяэское учебное место школ Сетомаа (эст. Setomaa koolide Meremäe õppekoht). Действуют Меремяэский молодёжный центр, с 1994 года — Женское общество «Сипельгас» (эст. Meremäe maanaiste seltsing «Sipelgas» — с эст. «Муравей»), с 1995 года — Меремяэское общество пенсионеров (эст. Meremäe Pensionäride Selts).

## Достопримечательности
В деревне растут три сосны (Меремяэские сосны), находящиеся под охраной государства.
На территории Меремяэ, на высоком берегу заливного озера Обиница, установлен памятник «Певческая Мать сету», который внесён в Государственный регистр памятников культуры Эстонии. Размеры скульптуры из гранита: 3 метра в высоту, 0,9 метра в ширину и 0,8 метра в толщину; вес 9 тонн. Она была торжественно установлена 2 августа 1986 года во время IV Певческого праздника Сету. Эскиз скульптуры был создан в Доме художников в 1980 году скульптором Эльмаром Ребане (Elmar Rebane), памятник изготовлен Тартуским комбинатом «Арс» Художественного фонда Эстонской ССР под руководством Энделя Танилоо; стоимость памятника составила более 10 000 рублей.

## Галерея
- Житель деревни Ийво Хесдоси вырезает колоду для изготовления каннели, 1912 год
- Молодёжный центр Меремяэ, 2013 год
- Волостной дом Меремяэ, 2013 год
- «Певческая Мать сету»
- Меремяэские сосны
- Меремяэский березняк осенью